# 빅사 (식물)
빅사(학명: Bixa orellana 빅사 오렐라나[*])는 빅사과의 관목이다. 원산지는 남아메리카와 중앙아메리카 및 멕시코이다. 착색제 안나토의 재료로 쓰이며, 우루쿠(포르투갈어: urucu), 아치오테(스페인어: achiote), 립스틱나무(영어: lipstick tree 립스틱 트리[*]) 등의 이름으로도 알려져 있다.

## 사진

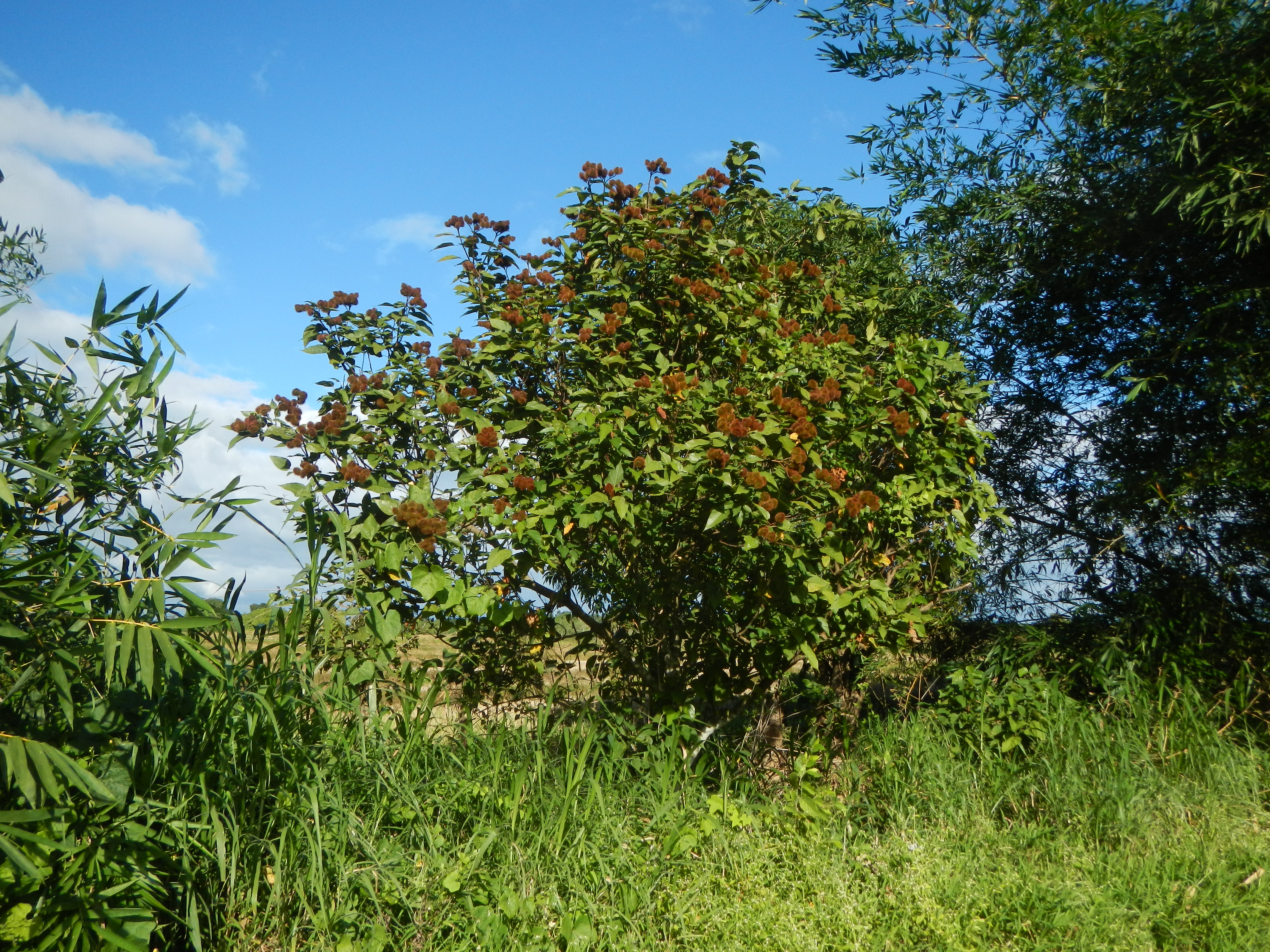
나무
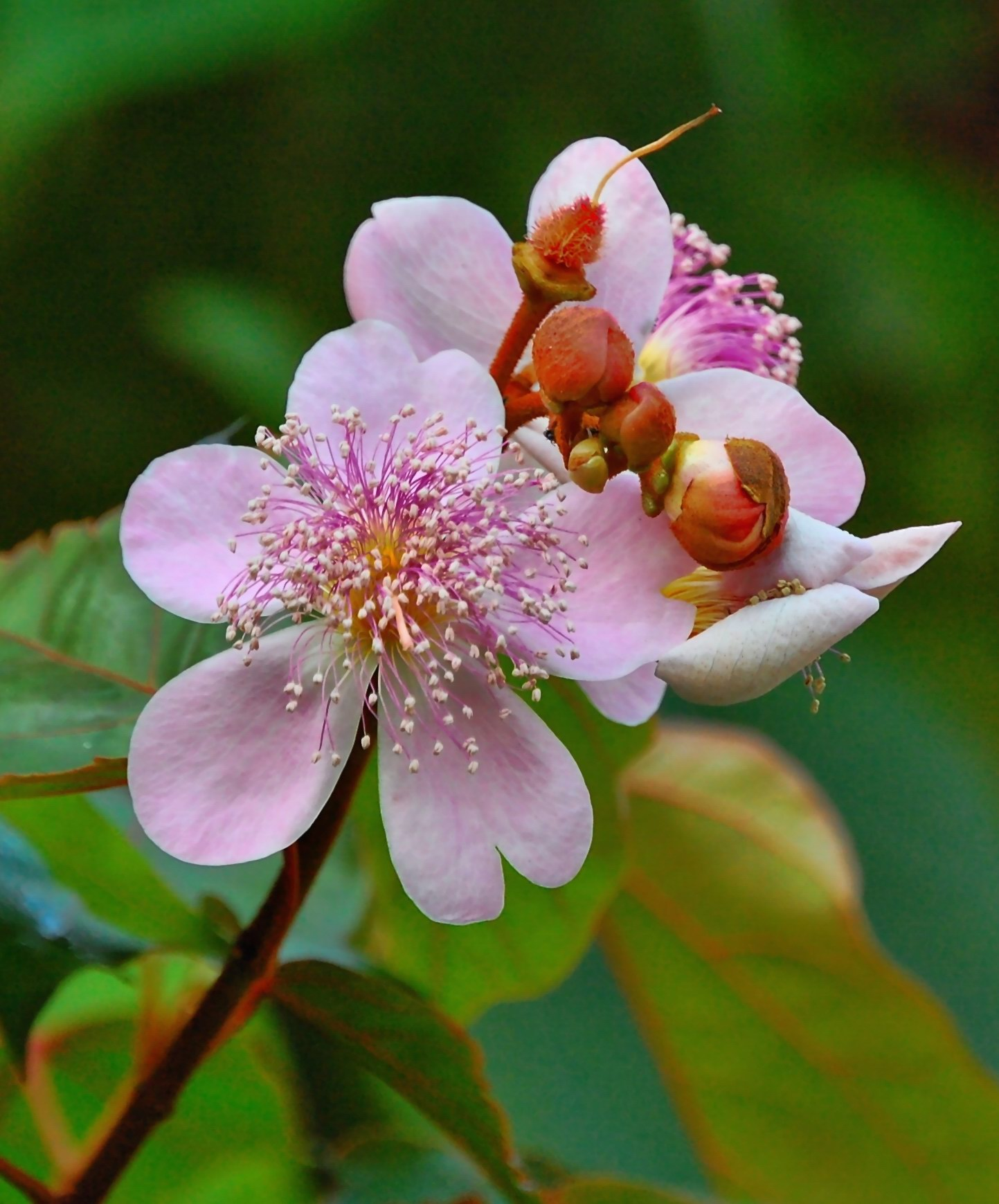
꽃
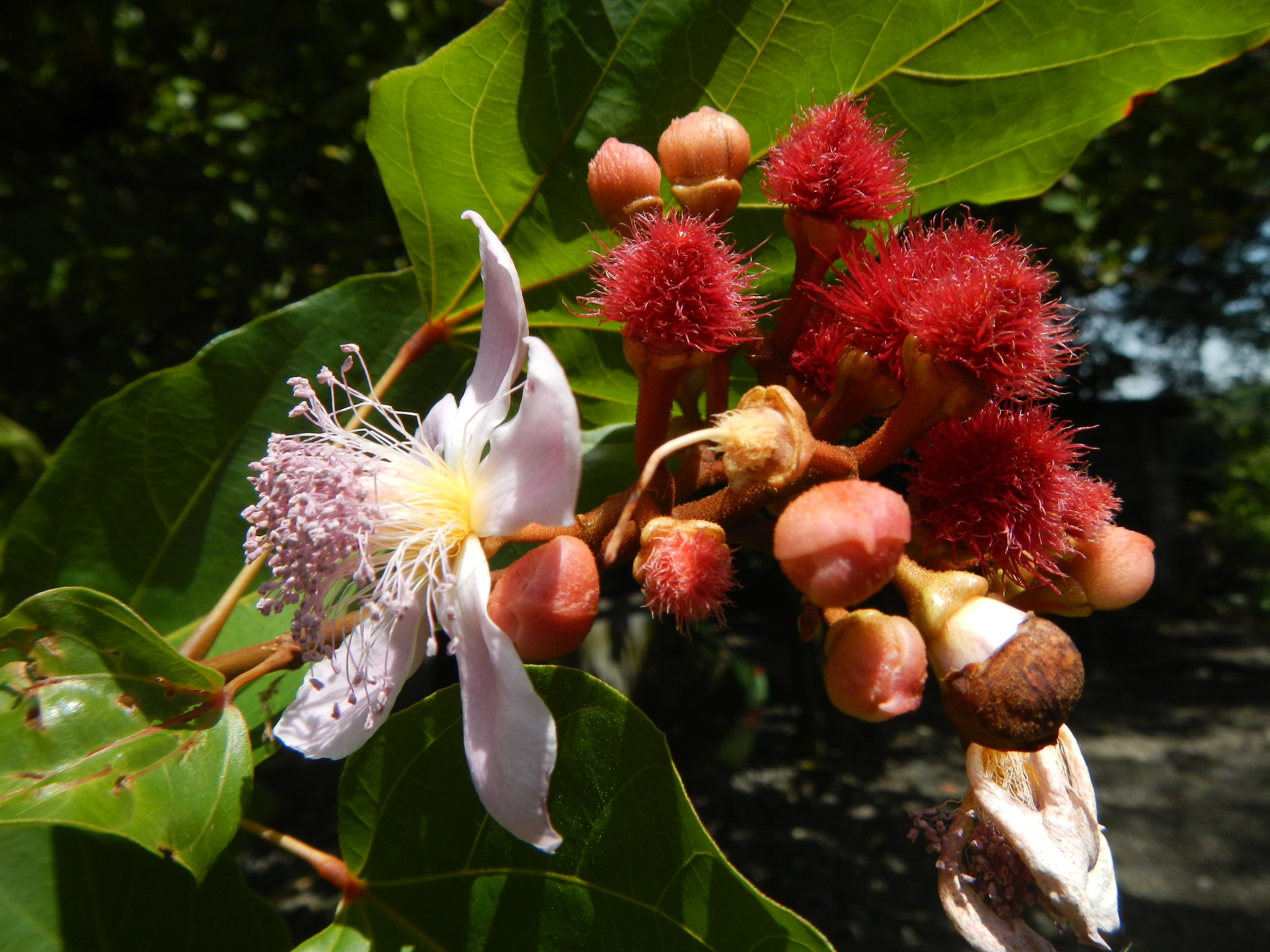
꽃과 열매
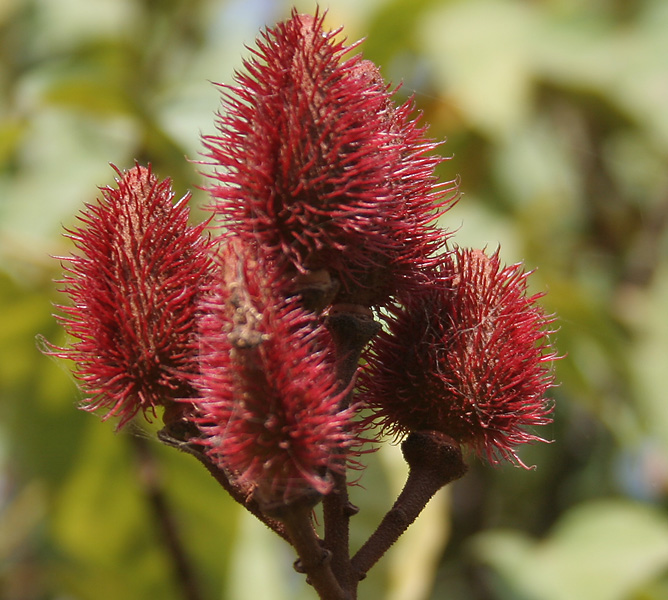
열매
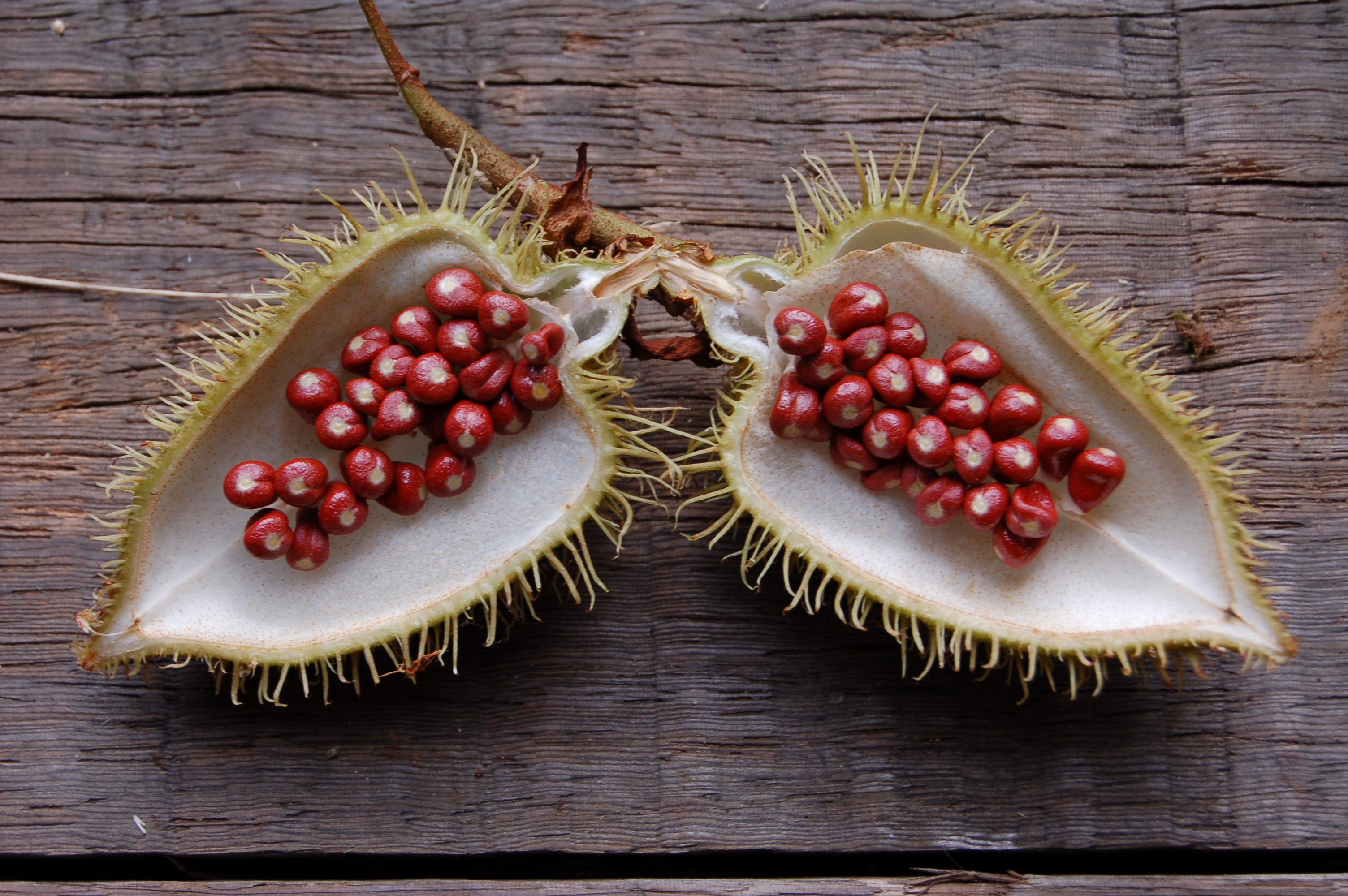
열매와 씨
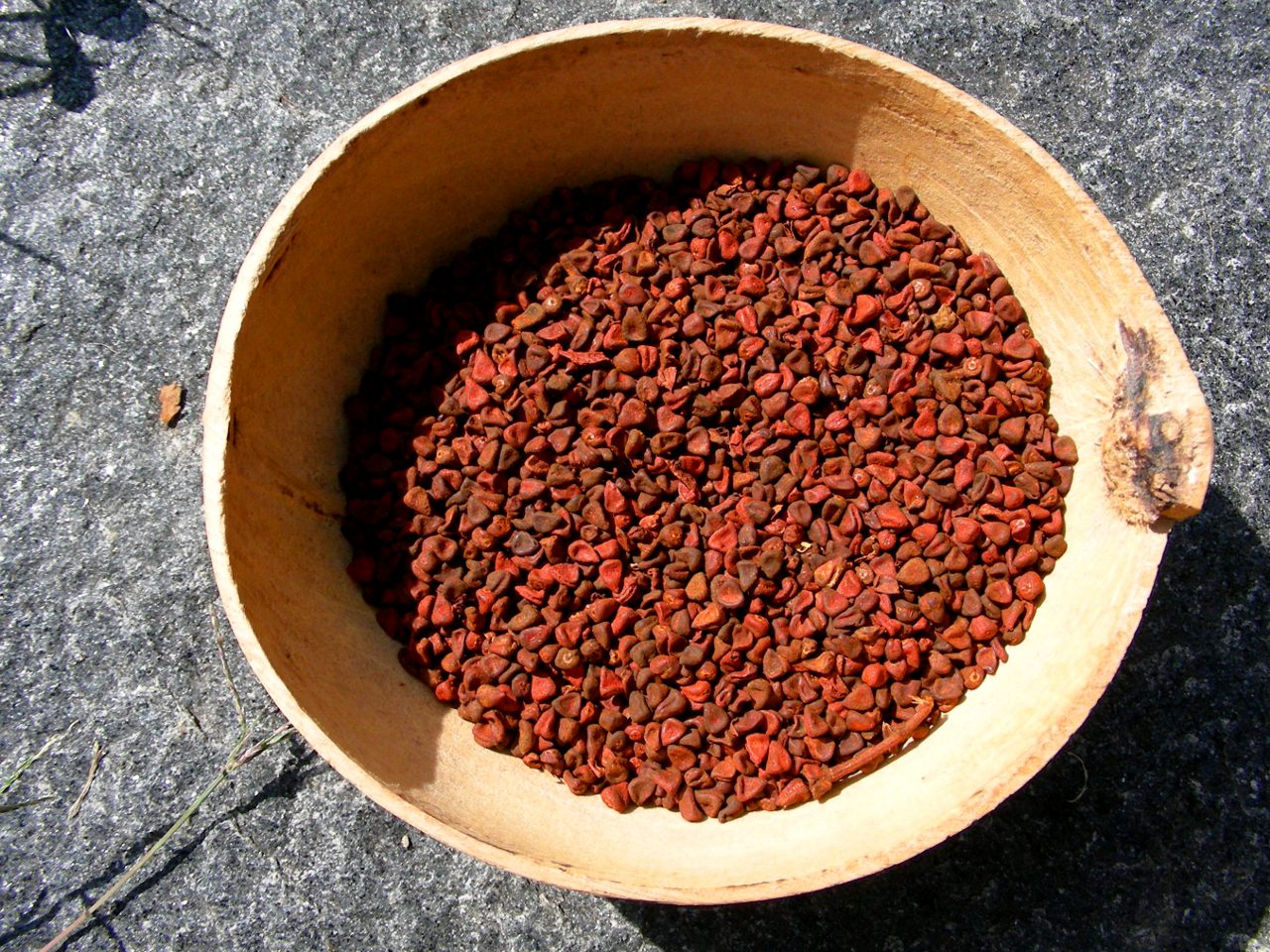
씨

## 같이 보기
- 안나토